# チャールズ・パトリック・スミス
チャールズ・パトリック・スミス（Charles Patrick Smith、1877年10月3日 - 1963年8月5日）は、オーストラリアのジャーナリスト、および新聞編集長であり、ジ・アーガスとジ・ウェスト・オーストラリアンとは長期間に渡って関係があった。
スミスは、メアリー・エリザベス（旧姓：ローゼル）とトーマス・スミスの息子として、カナダのオンタリオ州ダンダスに生まれた。幼少の頃に家族でオーストラリアに移住し、ビクトリア州バララットに定住した。メルボルンにあるウェズリー・カレッジに通ったスミスは、スポーツ専門紙の校正係として働くために17歳で退学した。のちにジ・アーガスで組版工として働き始め、時折ジ・ヘラルドとジ・ブレティンに寄稿していた。1911年にはジ・アーガスの報道局員として加入し、政治関連の報道記者として知られるようになった。1914年8月にアンドリュー・フィッシャー首相とともに戦争勃発の報せを受けた一方で、陸軍将校のイアン・ハミルトンのオーストラリア陸軍視察を以前に取材していた。
1914年12月、スミスはオーストラリア陸軍第4歩兵旅団に従軍記者として従軍しており、エジプトでの演習を取材してから、最前線で戦う兵士たちの体験談に焦点を合わせて伝えたガリポリの戦いを取材している。のちにバルカン戦線にも派遣されている。1916年、ジ・アーガスの文芸局の主任となった。1921年には部長代理に指名され、同じ年にはロンドンでのイギリス帝国会議に参加したビリー・ヒューズ首相に同行した。1927年にパースに引っ越し、アルフレッド・ラングラー卿の後任としてウェスト・オーストラリアン新聞社（ジ・ウェスト・オーストラリアンの親会社）の編集長に就任した。1931年に最高経営責任者に昇進し、1951年に退任した。1963年にパースにおいて85歳で没した。男孫のヴィンセント・スミスはジャーナリストであった。